# Le Monde d'Edena
Le Monde d'Edena est une série de bande dessinée créée par Mœbius et publiée entre 1983 et 2001 aux éditions Les Humanoïdes associés puis Casterman. Elle est composée de cinq tomes et un hors série.

## Historique
Au début des années 1980, le constructeur automobile français Citroën commande à Mœbius un portfolio de quelques pages. Inspiré, l'auteur réalise en fait une bande dessinée d'une trentaine de pages. L'album Sur l'étoile : Une croisière Citroën paraît fin 1983 chez Les Humanoïdes associés. En 1984, Mœbius fonde avec Jean Annestay et Gérard Bouysse la maison d'édition Aedena, dont le nom fait référence à l'Éden biblique. 
En 1985, ils rééditent Sur l'étoile chez Aedena, en ôtant du titre la référence explicite à Citroën. Cette même année 1985, Mœbius, alors en séjour au Japon, entame Les Jardins d'Edena, un récit situé dans l'univers de fiction de Sur l'Étoile. Le titre du cycle fait référence au jardin d'Éden et au mythe d'Adam et Ève. Publié en 1988, cette histoire est la première à porter explicitement la mention Les Mondes d'Edena. Mœbius s'est inspiré de l'instinctothérapie de Guy-Claude Burger pour le « retour à la nature » et le crudivorisme de Stell et Adam. L'épilogue y fait nommément référence,.
En 1990, Casterman réédite Sur l'étoile avec la mention de cette série, et en publie le troisième volume, La Déesse. Deux autres volumes inédits sont publiés en 1994 (Stel) et 2001 (Sra). Cette même dernière année, Casterman reprend divers récits courts au sein de l'album hors série Les Réparateurs, dont certains avaient déjà été publiées dans des éditions antérieures de Sur l'étoile.  Il s'agit de « La Planète encore », « Voir Naples », « Les Réparateurs » et « Mourir et revoir Naples ». Toujours en 2001, l'album Sur l’étoile est alors ré-édité sans le récit court « Les réparateurs ».
Enfin, en 2015, Casterman publie une intégrale. À la parution de l’intégrale et comme le note D. Barroux : « Dans ce Monde d'Edena, ce sont toutes les influences de Jean Giraud qui se croisent. Des personnages dignes de l'Incal déambulent dans des décors à la Blueberry. Edena est un voyage à part. Celui de deux mécaniciens de l'espace à la recherche d'un paradis perdu. » 
En juillet 2017, l'édition américaine de l'intégrale, publiée par Dark Horse reçoit le prix Eisner de la meilleure édition américaine d'une œuvre internationale.

## Albums
| Les mondes d'Edena (1983-2001) - 1. Sur l'étoile: une croisière Citroen , 1983, Les Humanoides Associés Scénario et dessin : Mœbius - Couleurs : Domdon, Frayzic, Bernard Hugueville - (ISBN 2-7316-0292-9) - 1. Sur l'étoile , 1985, Aedena Scénario et dessin : Mœbius - Couleurs : Claudine Giraud, Domdon, Frayzic, Bernard Hugueville - (ISBN 2-905035-09-9) - 2. Les jardins d’Edena , 1988, Casterman Scénario et dessin : Mœbius - Couleurs : Moebius - (ISBN 2-203-34501-2) - 3. La déesse , 1990, Casterman Scénario et dessin : Mœbius - Couleurs : Florence Breton - (ISBN 2-203-34502-0) - 4. Stel , 1994, Casterman Scénario et dessin : Mœbius - Couleurs : quadrichromie - (ISBN 2-203-34504-7) - 5. Sra , 2001, Casterman Scénario et dessin : Mœbius - Couleurs : Claire Champeval - (ISBN 2-203-34524-1) - Hors Série Les réparateurs , 2001, Casterman Scénario et dessin : Mœbius - Couleurs : quadrichromie - (ISBN 2-203-38038-1) |

## Personnages
- Stel/Stell : mécanicien, d'abord asexué, il se révèle être de sexe masculin.
- Atan/Atana Merigold : d'abord asexuée, elle se révèle être une femme née sur Lazlan en 27 de l'ère de gaïne. Elle est aussi la déesse.
- Lazlo : enfant aveugle, il peut projeter les personnes dans un monde onirique.
- la Paterne : dieu du peuple du Nid.
- Maître Burg : il apparaît en rêve à Stell. Comme la Paterne, il peut aller d'un niveau à l'autre d'Edena.
- les Édelfes : êtres féériques.
- Trollopen : mécanicien ami de Stel et Atan.

## Synopsis

### Sur l'étoile
L'histoire se passe dans un futur lointain où l'humanité s'est largement installée dans la galaxie, nouant de très nombreux contacts avec d'autres civilisations. Stel et Atan, deux astronautes travaillant pour une compagnie privée, découvrent avec stupéfaction la disparition totale de l'équipe installée sur un astéroïde où ils avaient rendez-vous. À la recherche d'indices, ils sont brutalement surpris par la chute subite de l'astéroïde sur la planète autour de laquelle il orbitait jusqu'alors.
Rescapés de peu de la catastrophe, grâce aux talents de pilote de Stel, ceux-ci se retrouvent ainsi bloqués sur un monde stérile et sans relief, vite baptisé « Boule de billard ». À deux doigts de craindre de mourir d'ennui, tous deux se découvrent un but lorsque témoins d'une illumination fantasmagorique semblable à une aurore d'une puissance incroyable provenant du pôle nord de la planète, ils décident de se rendre sur place pour comprendre. Après un long voyage au moyen d'une antique automobile citroën qui constituait une pièce de musée, les deux amis parviennent à une gigantesque pyramide au pied de laquelle figurent une myriade de vaisseaux spatiaux de toutes les races pensantes de la galaxie. Ces dernières, figées dans leur vieillissement depuis leur arrivée, parfois des centaines de milliers d'années auparavant, ont toutes été attirées d'une façon qu'elles ne s'expliquent pas, et dans un but qui demeure obscur.
En proie à une terrible migraine, Stel finit par rentrer dans la pyramide et découvre qu'il est le pilote, attendu depuis une éternité, pour conduire ce vaste conglomérat sur Aedena, mythique planète paradisiaque que tous connaissent mais sans rien en savoir. L'album s'achève avec le départ du vaisseau-pyramide vers sa destination.

### Les jardins d'Edena
Stell et Atan se réveillent dans une salle de contrôle vide dans un lieu inconnu, bien loin du contexte de l'album précédent. Affamés, seuls et dans l'incompréhension, ceux-ci se précipitent sur l'unique étrange appareil de la salle dans laquelle ils se trouvent. Déclenchant par hasard le fonctionnement d'étranges sièges, Stell et Atan se retrouvent sans transition transportés dans un immense jardin désert évoquant le paradis terrestre.
Dépités par l'absence de technologie et tout particulièrement de leur nourriture habituelle, abandonnés, sans possibilité de retour en arrière, les deux héros errent longtemps entre les arbres jusqu'à ce qu'Atan tombe d'inanition et d'insolation et que Stell, malgré sa répulsion naturelle, se décide à boire de l'eau du fleuve et à manger les fruits des arbres. Après d'énormes hésitations, Atan finit très à contrecœur par se décider à consommer ces produits extra-technologiques. 
Sans but ni réel espoir sinon celui de trouver quelqu'un, les deux amis décident de suivre le cours du fleuve pour ne jamais manquer d'eau. Leurs comportements se déconditionnent peu à peu de leur « paranoïa d'astronautes » tandis que leurs instincts resurgissent. Leurs nuits redeviennent peuplées de rêves et ils commencent à voir des fées. Le changement d'alimentation a également d'autres conséquences ; leur identité sexuelle, auparavant gommée, réapparaît, révélant ainsi au lecteur qu'Atan est une femme et que Stell est un homme. Ce dernier, dans une crise de folie, tente alors de violer Atan qui parvient à s'enfuir. 
Resté seul et regrettant amèrement ses actes, Stell continue son chemin le long du fleuve alors que le climat semble devenir de plus en plus aride. Une nuit, alors qu'il dort à proximité d'un lion, déjà entrevu auparavant en train de digérer, il reçoit la visite d'un dénommé Maître Burg, mystérieux individu qu'il n'avait jamais vu qu'en rêve. Celui-ci le met en garde et le conduit à une maison où l'attend Atan, qu'il appelle désormais Atana, qui semblant ne pas faire grand cas de la tentative de viol dont elle a été l'objet de sa part, décide de s'offrir à lui. C'est alors que surgit un immense monstre qui empale Stell et enlève Atana.  Malgré la gravité de sa blessure, Stell, motivé par Burg, se décide à retourner combattre le monstre. Il parvient à une demi-victoire mais ne sauve cependant pas Atana dont on ignore le sort. Là, il se réveille et comprend que tout cela n'était qu'un rêve de plus. Bien décidé à retrouver Atana dans la réalité, il continue le chemin en suivant le fleuve.

### La déesse
Atana continue sa quête et on la découvre maintenant femme. Elle rêve de la pyramide et regrette d’avoir perdu son ami Stell. Elle est arrêtée par des hommes masqués, un masque comportant un long nez, qui l’accusent d’être une “hors-nid”. Elle continue d’avoir des hallucinations et perd connaissance. A son réveil, elle est entièrement habillée d’une combinaison et d’un masque à long nez. Elle réussit à s’échapper de sa chambre mais est rapidement recapturée. Elle est interrogée, ne comprenant pas où elle se trouve. Mais un soldat lui tire dessus et elle meurt. D’autres long-nez vont chercher son corps à la morgue pensant qu’elle est la “déesse” tant attendue. Ils réussissent à la ramener à la vie. Ils s’enfuient dans les sous-sols de la cité. Cachée, Atana rencontre un enfant. Cet enfant emmène Atana dans son rêve. Elle s’envole sous son regard dans une bulle en verre. Mais Atana est encore retrouvée par les responsables du nid, qui affirment que la Paterne a demandé son exécution. Endormie, Atana reprend conscience de nouveau et s’illumine. La Paterne, à la recherche d’Atana, entre de force dans le rêve de l’enfant et ils se combattent. L’enfant prend le dessus. La Paterne semble momifiée dans sa bulle en verre contenant un liquide vital. Mais les habitants du nid se révoltent et attaquent la salle des dirigeants où se trouve aussi la Paterne. Après un combat entre les esprits de la Paterne et Atana, la Paterne semble avoir été tuée. La déesse Atana est fêtée, les habitants du nid sont libérés, ils retirent leurs masques.

### Stel
Stel court dans le désert poursuivi par un dinosaure à tête de perroquet. Après lui avoir échappé de justesse, il voit apparaitre une forme lumineuse qui prend forme humaine: Maître Burg. Burg l’informe du combat d’Atana dans la cité nid. Burg lui apprend aussi que c’est lui qui a créé ce monde pour Atana et lui. Durant leur conversation, des petites fées volantes apparaissent, des édelfes. Une édelfe prévient Stel que Atana est en danger. Stel reprend sa course dans le désert, toujours poursuivi par le dinosaure à tête de perroquet. Des soldats du nid sont aussi dans le désert, en panne de véhicule volant. Ils trouvent un masque en terre, puis voient Stel passer devant eux, toujours poursuivi. Ils abattent le dinosaure, Stel les rejoint. Il met une de leur combinaison et répare leur véhicule. Il s’envole avec le véhicule puis revient. Alors qu’il s’explique avec les soldats sur sa réparation, un ballon arrive portant un autre soldat qui les menace. Il s’agit de leur chef qu’ils avaient perdu. Celui-ci est en fait mentalement contrôlé par un lézard, lui même contrôlé par l’esprit de la Paterne. Les soldats enferment Stel avec un autre prisonnier. Le véhicule, maintenant sous le contrôle de la Paterne, repart vers la cité fille. Arrivé à la cité, Stel est conduit à la Paterne. Stel est conduit dans un jardin, puis une maison au cœur du jardin. Il arrive dans un salon semblant être celui d’une maison terrestre du XXe siècle. On lui donne un bain, une coupe de cheveux et un costume-cravate vert. Il rencontre un jeune homme, Trollopen, son ancien ami mécanicien, qui lui raconte son histoire dans le nid.  Après une dispute, Stel assomme Trollopen mais réalise qu’il est en fait la Paterne. Stel est capturé. Trollopen arrache la boite crânienne de Stel, plante des électrodes et prend le contrôle de son cerveau. Stel se met à rêver et voit une édelfe qui le met en garde pour Atana.

### Sra
Après une longue traversée du désert, Stel rejoint la ville de Sra. Ses pas l’y ont emmené car il cherche toujours Atana et une rumeur dit qu’une déesse est arrivée récemment. Stel traverse le village. Trollopen le surveille grâce aux caméras de petits robots volants. Stel a une audience avec la Papesse et lui dit qu’il est à la recherche d’Atana. Stel s’endort mais rêve d’Atana. Il se voit aussi mourir. Il se réveille dans une cité d’humanoides très petits. Ils l’accueillent généreusement et s’occupent de lui. Les rêves de Stel s’enchainent, mélant Atana, Trollopen et Maître Burg. Après un intense combat onirique, Burg rejoint Stel encore endormi. Stel se réveille, voit un médecin et apprend qu’il a juste été victime d’hallucinations dûes à un virus. Stel se retrouve sur un astéroïde, à son point de départ et n’est plus déclaré apte à piloter et doit retourner sur Terre. Alors qu’il a accepté que tout était un rêve y compris Atana, une édelfe lui apparait. Il voit Atana qui le convainc de le rejoindre sur Edena. Stel démarre la fusée et part vers l’espace.